# Antonio Bayter Abud
Antonio Bayter Abud (ur. 8 października 1933 w El Banco, zm. 21 sierpnia 2020 w Medellín) – kolumbijski duchowny rzymskokatolicki, w latach 1997–2013 wikariusz apostolski Inírida.

## Życiorys
Święcenia kapłańskie przyjął 21 października 1956. 30 listopada 1997 został prekonizowany wikariuszem apostolskim Inírida ze stolicą tytularną Sucarda. Sakrę biskupią otrzymał 16 lutego 1997. 3 grudnia 2013 przeszedł na emeryturę.